# Trachyphonini
Trachyphonini – monotypowe plemię ptaków z podrodziny wąsali (Lybiinae) w rodzinie tukanowatych (Ramphastidae).

## Zasięg występowania
Rodzaj obejmuje gatunki występujące w Afryce.

## Morfologia
Długość ciała 16–23 cm; masa ciała 17–85 g.

## Systematyka

### Etymologia
- Trachyphonus: gr. τραχυφωνος trakhuphōnos „szorstkogłosy”, od τραχυς trakhus „szorstki”; φωνη phōnē „dźwięk, płacz”, od φωνεω phōneō „wołać” (por. φωνος phōnos „głośnomówiący”)[10].
- Micropogon: gr. μικρος mikros „mały”; πωγων pōgōn, πωγωνος pōgōnos „broda, zarost”[10]. Gatunek typowy: Bucco margaritatus Cretzschmar, 1828.
- Cucupicus: fr. Coucou „kukułka”; Pic „dzięcioł”[10]. Gatunek typowy: Trachyphonus vaillantii Ranzani, 1821.
- Polysticte: gr. πολυστικτος polustiktos „gęsto nakrapiany”, od πολυς polus „dużo, wiele”; στικτος stiktos „nakrapiany, cętkowany”, od στιζω stizō „tatuować”[10]. Gatunek typowy: Polysticte quopopa A. Smith, 1836 (= Trachyphonus vaillantii Ranzani, 1821).
- Promepicus: zbitka wyrazowa nazwy rodzaju Promerops Brisson, 1760 (dudkowiec) oraz fr. Pic „dzięcioł”[10]. Gatunek typowy: Picus cafer Vieillot, 1818 (= Trachyphonus vaillantii Ranzani, 1821).
- Murututtu: onomatopeiczna nazwa Murututtu używana przez Kamba na określenie brodala czerwonouchego[10]. Gatunek typowy: Bucco margaritatus Cretzschmar, 1828.
- Capitonides: rodzaj Capito Vieillot, 1816 (brodacz); gr. -ιδης -idēs „przypominający”, od ειδος eidos „wygląd”[10]. Gatunek typowy: †Capitonides europeus Ballmann, 1969.

### Podział systematyczny
Do rodzaju należą następujące gatunki:
- Trachyphonus vaillantii Ranzani, 1821 – brodal czubaty
- Trachyphonus erythrocephalus Cabanis, 1878 – brodal czerwonouchy
- Trachyphonus margaritatus (Cretzschmar, 1828) – brodal perełkowany
- Trachyphonus darnaudii (Prévost & Des Murs, 1847) – brodal czarnogardły